# Oospila rufilimes
Oospila rufilimes là một loài bướm đêm trong họ Geometridae.